# Chyjice
Chyjice település Csehországban, a Jičíni járásban. Chyjice Kostelec, Veliš, Střevač, Údrnice, Bukvice, Bystřice és Jičíněves településekkel határos. Lakosainak száma 176 fő (2024. január 1.).

## Népesség
A település lakosságának változását az alábbi diagram mutatja:
| Lakosok száma | 600  | 603  | 453  | 303  | 157  | 126  | 171  | 173  | 169  | 176  |
|               | 1869 | 1890 | 1921 | 1950 | 1980 | 2001 | 2017 | 2019 | 2022 | 2024 |